# Konstantin Kostenko
Konstantin Kostenko –en ruso, Константин Костенко– (Magadan, 10 de noviembre de 1939 – Barnaul, 6 de febrero de 2004) fue un deportista soviético que compitió en piragüismo en la modalidad de aguas tranquilas. Ganó tres medallas en el Campeonato Mundial de Piragüismo entre los años 1970 y 1974, y dos medallas en el Campeonato Europeo de Piragüismo en los años 1967 y 1969.

## Palmarés internacional
| Campeonato Mundial | Campeonato Mundial        | Campeonato Mundial | Campeonato Mundial |
| Año                | Lugar                     | Medalla            | Evento             |
| ------------------ | ------------------------- | ------------------ | ------------------ |
| 1970               | Copenhague (Dinamarca)    | Medalla de oro     | K2 10 000 m        |
| 1971               | Belgrado (Yugoslavia)     | Medalla de oro     | K2 10 000 m        |
| 1974               | Ciudad de México (México) | Medalla de bronce  | K2 10 000 m        |
| Campeonato Europeo |                           |                    |                    |
| Año                | Lugar                     | Medalla            | Evento             |
| 1967               | Duisburgo (RFA)           | Medalla de oro     | K1 10 000 m        |
| 1969               | Moscú (URSS)              | Medalla de bronce  | K1 10 000 m        |